# LIVE DOGS
『LIVE DOGS』は、RED WARRIORSが2000年に発表したライブ・アルバム。

## 解説
1999年、本格的に活動を再開したRED WARRIORSは、「'99 WELCOME TO RED LAND TOUR」と題したツアーを行う。本作は、9月26日（名古屋BOTTOM LINE）、9月27日（大阪BIG CAT）、9月28日（東京ON AIR EAST）でのライヴ音源を編集したもの。木暮武彦と共にCASINO DRIVEで活動していた厚見玲衣が、サポート・メンバーとして参加。
「SUMMER DAYS」は、後にスタジオ・アルバム『JUPITER TRIBUS』で発表されることになる新曲。「BLACK JACK WOMAN」と「CASINO DRIVE」はアレンジが大幅に変更され、アンプラグドのスタイルで演奏されている。

## 収録曲
1. SAIL AWAY -真黒な空へ- - 6分15秒
作詞・作曲：木暮武彦
2. 銀河のマシンヘッド - 3分31秒
作詞：ダイアモンド☆ユカイ、作曲：木暮武彦
3. ONE WAY DRIVER - 4分49秒
作詞・作曲：木暮武彦
4. SUNDAY SUNSHINE - 5分20秒
作詞・作曲：木暮武彦
5. SUMMER DAYS - 5分39秒
作詞・作曲：木暮武彦
6. BLACK JACK WOMAN - 8分44秒
作詞・作曲：ダイアモンド☆ユカイ&Haruhiko
7. リトル・サークル - 8分19秒
作詞・作曲：木暮武彦
8. CASINO DRIVE - 5分01秒
作詞・作曲：木暮武彦
9. SISTER - 4分35秒
作詞：ダイアモンド☆ユカイ、作曲：木暮武彦
10. SWEET RED FLOWER - 5分09秒
作詞：ダイアモンド☆ユカイ、作曲：木暮武彦
11. WILD AND VAIN - 10分53秒
作詞：ダイアモンド☆ユカイ、作曲：木暮武彦

## 参加ミュージシャン
- ダイアモンド☆ユカイ - ボーカル、ハーモニカ
- 木暮武彦 - ギター、バッキング・ボーカル
- 小川清史 - ベース、バッキング・ボーカル

ゲスト・ミュージシャン
- 向山テツ - ドラムス、パーカッション
- 厚見玲衣 - キーボード